# 张益俊
张益俊（1965年10月—），云南陇川人，阿昌族，无党派人士。中华人民共和国政治人物、第十三届全国人民代表大会云南省代表。

## 生平
2018年，张益俊被选为云南省出席第十三届全国人民代表大会代表。